# Eupterotinae
Los eupterotinos (Eupterotinae) son una subfamilia de lepidópteros ditrisios de la familia Eupterotidae.

## Géneros
- Dreata - Eupterote - Neopreptos - Nisaga - Phiala - Preptos - Sarmalia - Striphnopteryx[1]